# Castello di Dresda
Il castello di Dresda, o palazzo reale di Dresda (in tedesco: Dresdner Residenzschloss o Dresdner Schloss), è un castello situato a Dresda, in Germania. Costruito nel XVI secolo, ospita cinque musei: la Grünes Gewölbe (Antico e Nuovo), il Münzkabinett, il Kupferstich-Kabinett e la Rüstkammer con la Sala turca. Al suo interno ospita anche una biblioteca d'arte della Staatliche Kunstsammlungen Dresden.
È uno degli edifici più antichi di Dresda. Per quasi 400 anni, fu la residenza dei sovrani (1547–1806) e dei re (1806–1918) della Sassonia della linea Albertina della Casa di Wettin. La struttura è nota per essere stata costruita in diversi stili architettonici, che vanno dal barocco al neorinascimentale.

## Storia

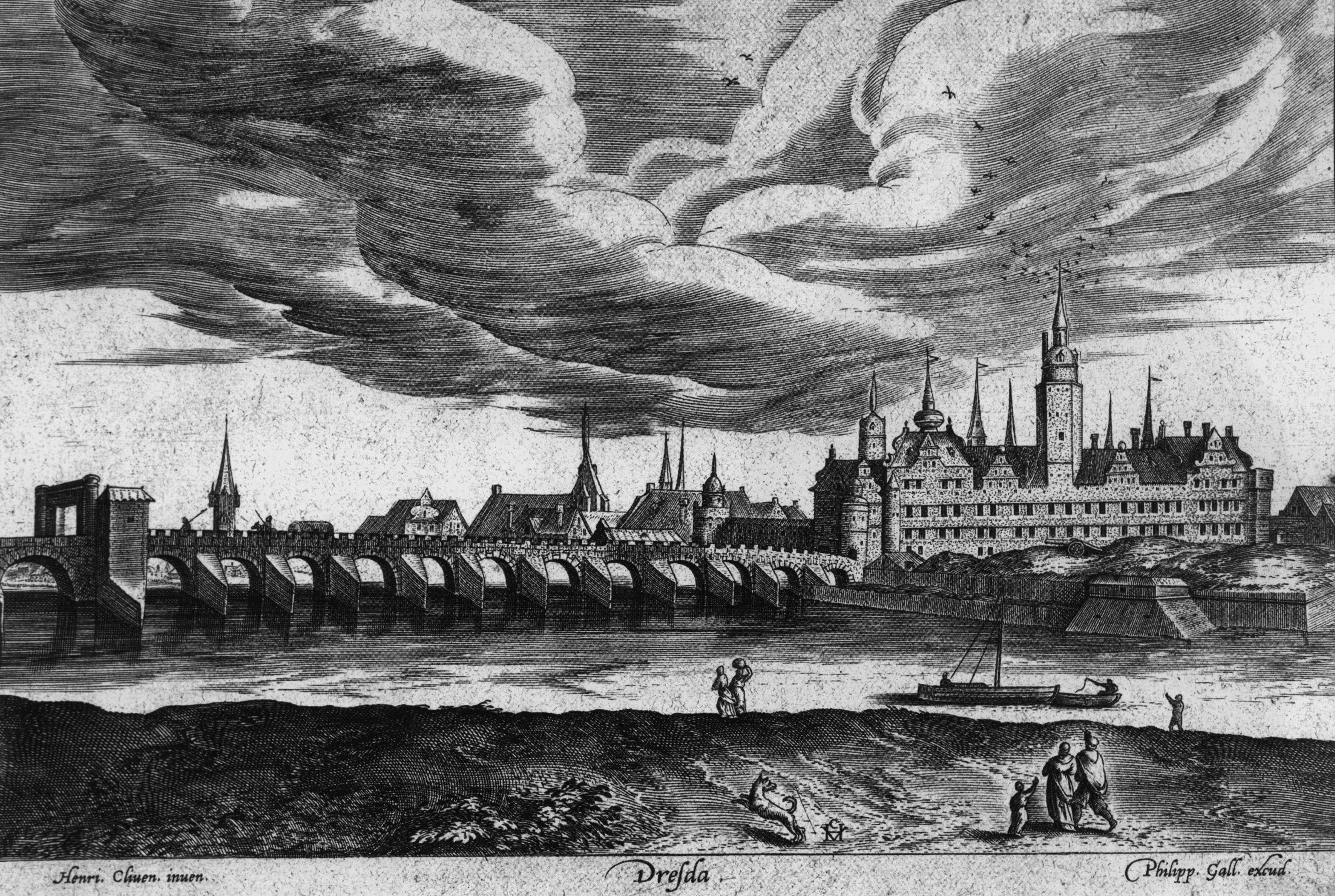
Il castello nel 1550

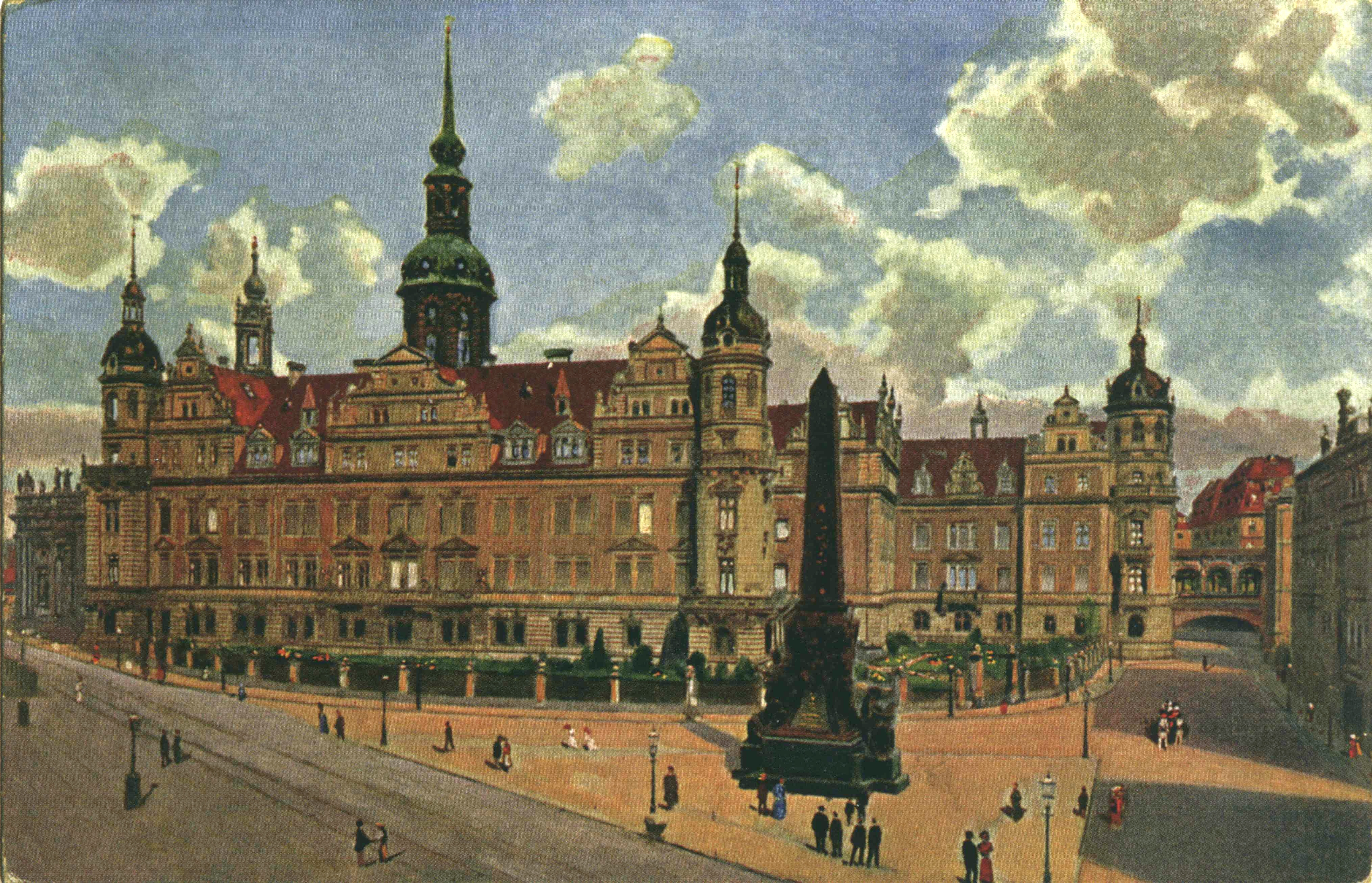
Il castello nel 1896

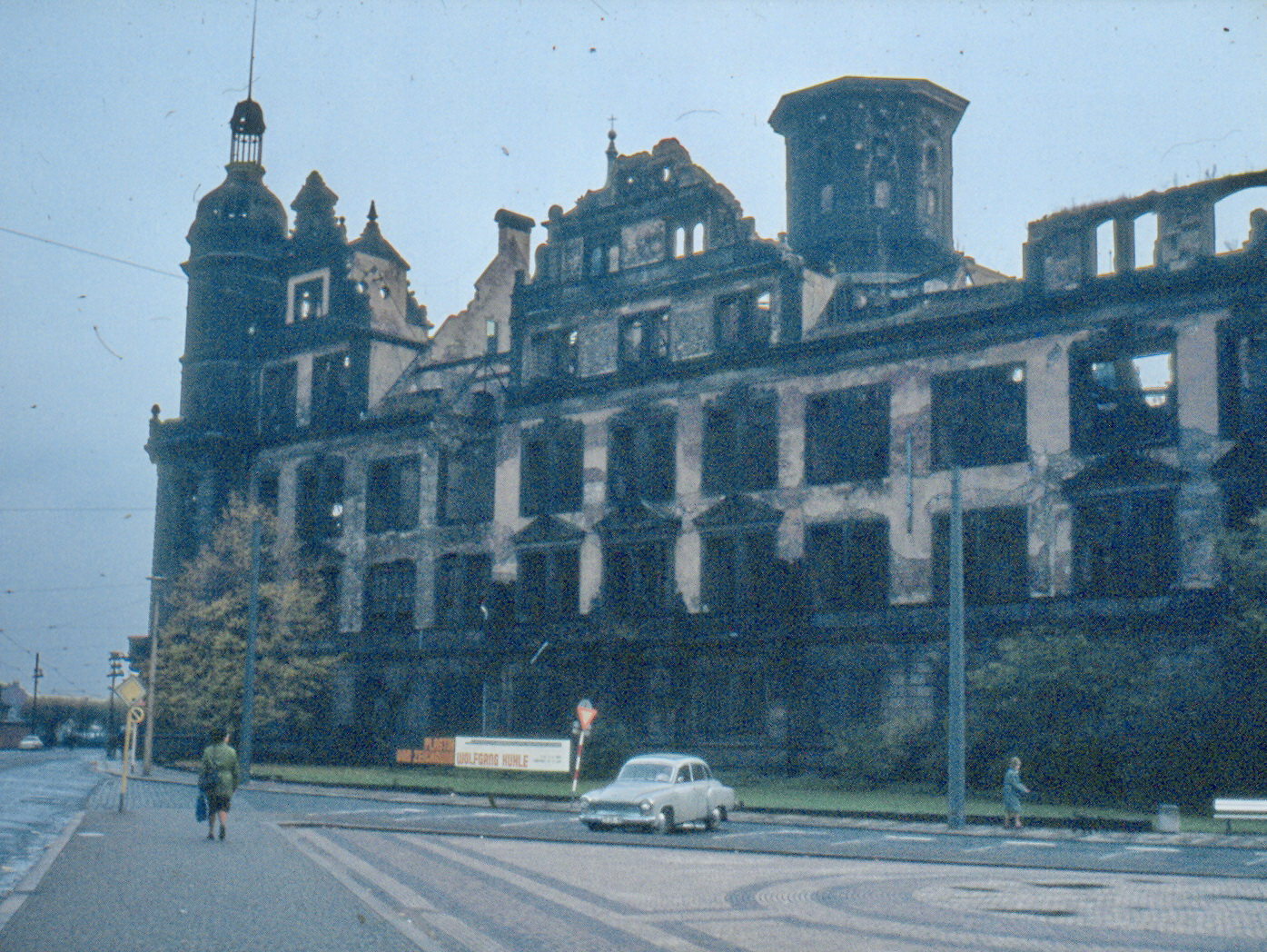
Rovine del castello nel 1980

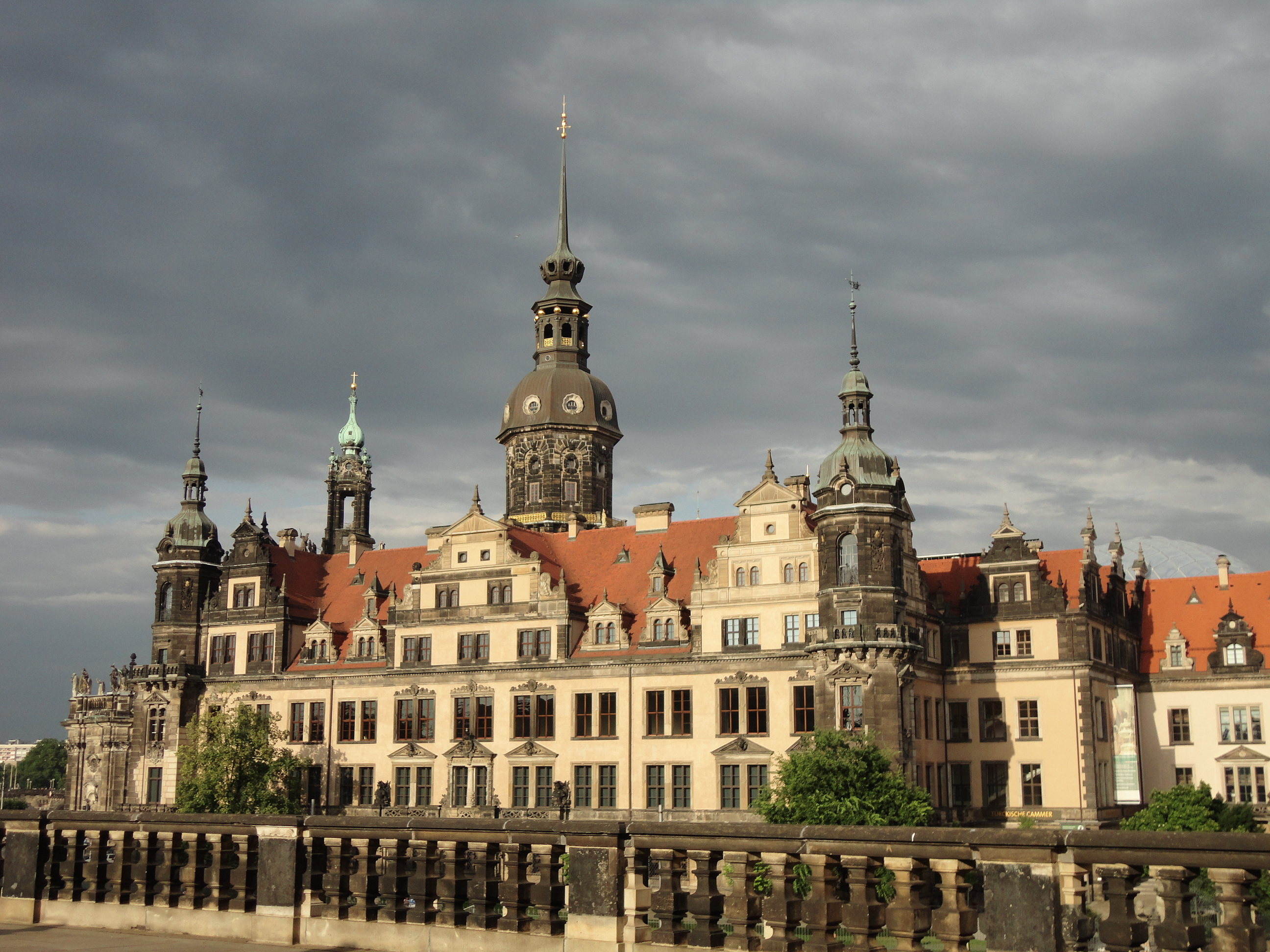
Il castello dopo il restauro

In origine era un dongione in stile romanico costruito intorno al 1200. La Hausmannsturm venne costruita agli inizi del XV secolo. Dal 1468 al 1480, il mastio fu ampliato, dal capomastro Arnold von Westfalen, diventando una costruzione chiusa a quattro lati. A metà del XVI secolo, fu aggiunto un altro corpo in stile rinascimentale.
Dopo il grande incendio del 1701, Augusto II di Polonia ricostruì gran parte del castello in stile barocco. Le sale del museo vennero create in quel periodo nell'ala occidentale. La Sala d'argento, la Sala araldica e la Pretiosensaal (sala dei preziosi) furono costruite dal 1723 al 1726 e dal 1727 al 1729 vennero realizzate anche la Kaminzimmer (sala del camino), la Juwelenzimmer (sala dei gioielli), la Sala degli avori e la Sala dei bronzi.
Tra il 1889 e il 1901, nell'800º anniversario della fondazione della Casata di Wettin, la famiglia al potere, avvenne una ricostruzione più completa.
Nel 1914 fu intrapresa una ristrutturazione in stile neorinascimentale, seguita da vari ammodernamenti, come il riscaldamento a pavimento e le luci elettriche. All'esterno dello Stallhof (cortile delle scuderie), che collega il complesso del castello con l'adiacente Johanneum, venne dipinta una parete, dall'artista Wilhelm Walther, raffigurante il corteo dei principi. Il murale lungo 102 metri rappresenta la storia dei Wettin. Dato che sbiadì rapidamente, venne rifatto utilizzando circa 23.000 piastrelle di gres porcellanato di Meissen tra il 1904 e il 1907.
Gran parte del castello fu ridotto a un guscio senza tetto durante il bombardamento del 13 febbraio 1945. Tre sale della Grünes Gewölbe furono distrutte. Tuttavia, le collezioni non vennero danneggiate essendo state trasferite nella fortezza di Königstein nei primi anni di guerra.
Nei primi 15 anni, dopo la fine della seconda guerra mondiale, non venne fatto alcun restauro ad eccezione di un tetto temporaneo realizzato nel 1946. Il restauro vero e proprio iniziò negli anni 1960 con l'installazione di nuove finestre e si svolse rapidamente. Parte degli appartamenti reali sono stati ultimati nel settembre del 2019.

## Musei
Il castello di Dresda ospita cinque musei, la Alte Grünes Gewölbe (Volta Verde storica), la Neu Grünes Gewölbe (Nuova Volta Verde), il Münzkabinett (Gabinetto numismatico), il Kupferstich-Kabinett (Collezione di stampe, incisioni e fotografie) e la Rüstkammer (Museo delle armi) con la Sala turca e l'Ala rinascimentale.
Vi è anche una biblioteca d'arte (Kunstbibliothek) con circa 260.000 volumi sulla storia dell'arte.

### Historisches e Neues Grünes Gewölbe
La Grünes Gewölbe, suddivisa in Antica e Nuova Volta Verde, è un museo che contiene la più grande collezione di tesori in Europa. Fondata da Augusto II di Polonia, nel 1723, presenta una varietà unica di oggetti preziosi che vanno dal periodo barocco al classicismo. Il museo è costituito dall'Antica Volta Verde (Historisches Grünes Gewölbe) e dalla Nuova Volta Verde (Neues Grünes Gewölbe).
La Storica Volta Verde è nota per le sue sale del tesoro ed è essa stessa un'opera d'arte barocca. La Nuova Volta verde è più moderna. Quella storica si trova al piano terra del Castello e le visite richiedono una prenotazione anticipata. L'ammissione alla Nuova, che si trova al secondo piano, non ha limitazioni.

### Münzkabinett
Il Gabinetto numismatico (Münzkabinett) possiede circa 300.000 pezzi ed è uno dei musei più antichi di Dresda, visto che risale al XVI secolo. Contiene una delle più grandi collezioni d'Europa. Il suo ampio spettro spazia dall'antichità classica alle monete odierne. Circa 30.000 monete e medaglie sassoni rappresentano periodi diversi della storia della Sassonia. La collezione comprende anche insegne di ordini cavallereschi, banconote e obbligazioni storiche, modelli, sigilli, conii per monete e medaglie, oltre a macchine e attrezzature per il conio.
Sono esposti circa 3.300 oggetti eccezionali, in quattro sale, che rappresentano una sezione trasversale delle varie parti della collezione. Il Gabinetto numismatico è quindi un centro di ricerca accademica e ha una biblioteca pubblica di circa 30.000 volumi.

### Kupferstichkabinett

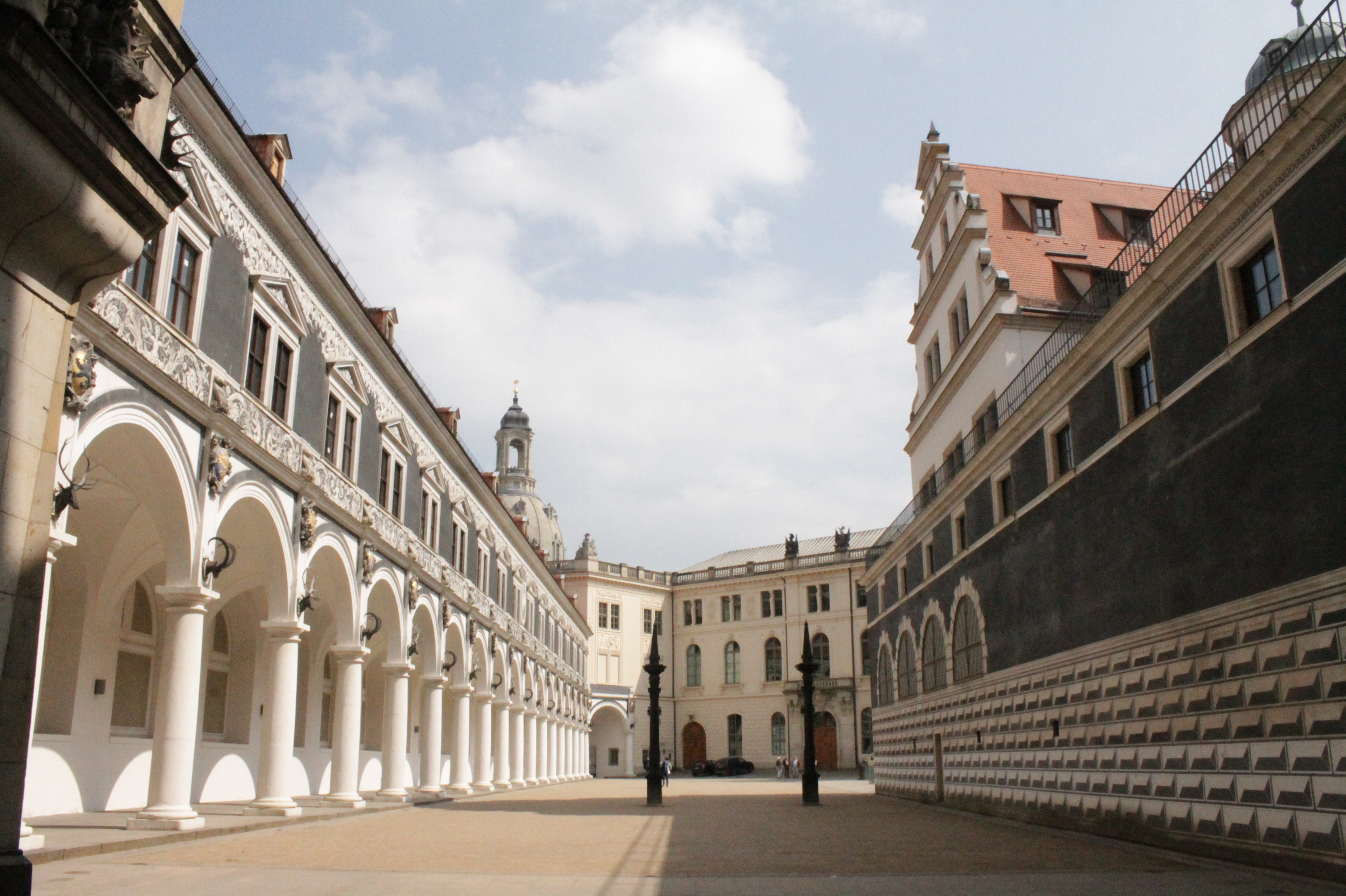
Corte orientale del Castello di Dresda (restauro del XXI secolo)

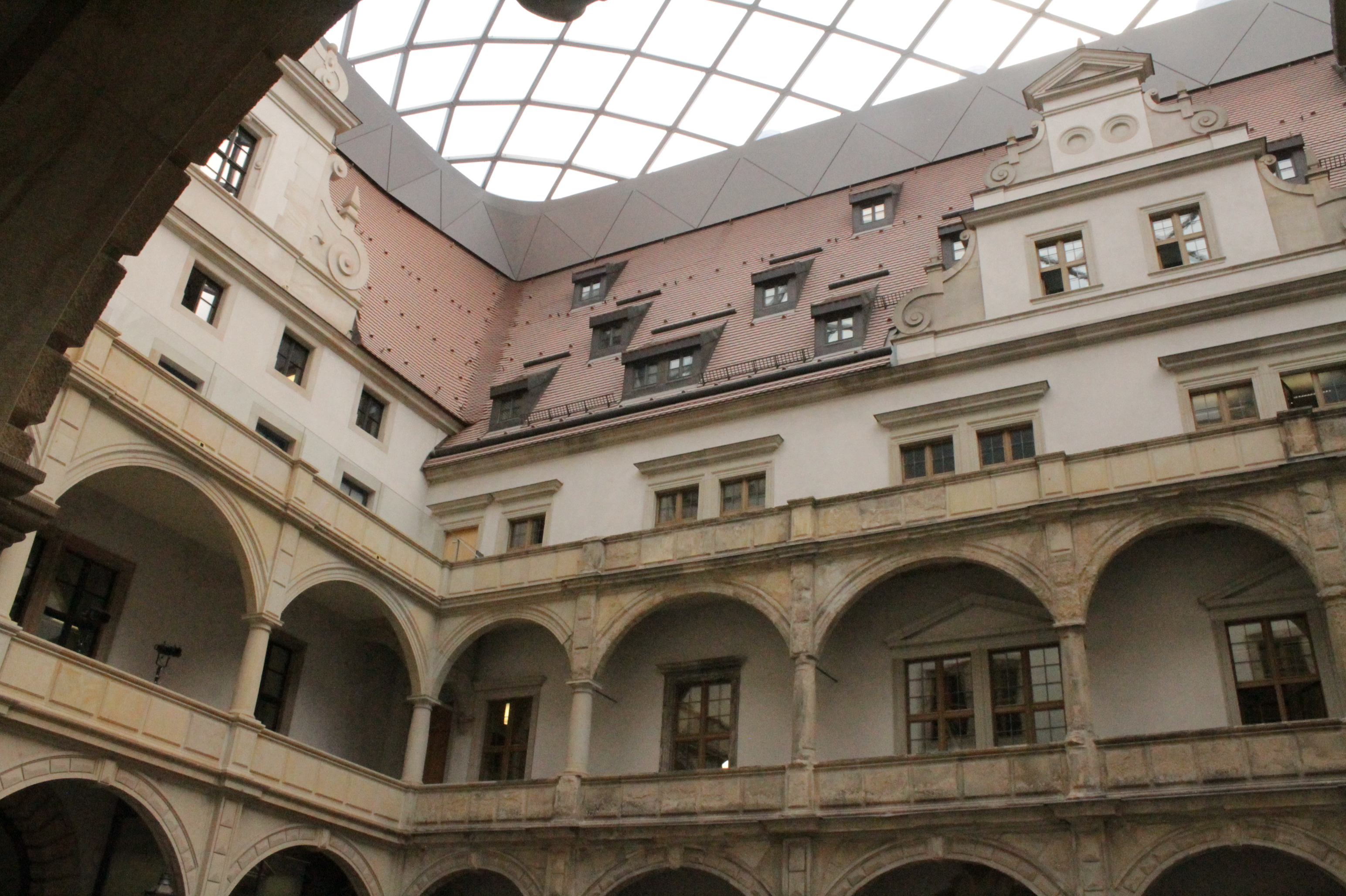
Corte occidentale coperta del Castello di Dresda (ingresso ai musei)

La Collezione di stampe, disegni e fotografie (Kupferstich-Kabinett) è costituita da opere di artisti famosi di diversi paesi. Ci sono circa 515.000 oggetti di oltre 20.000 artisti coprenti lo spazio di otto secoli. Sono esposti disegni e stampe di vecchi maestri come Albrecht Dürer, Rembrandt, Michelangelo e Caspar David Friedrich, e di artisti successivi, come Henri de Toulouse-Lautrec e Pablo Picasso. Incisioni di Martin Schongauer e xilografie di Lucas Cranach il Vecchio sono esposte insieme a lavori fotografici. Vi è anche una collezione di incisioni e arte grafica di Käthe Kollwitz.

### Rüstkammer, Türckische Cammer e Renaissanceflügel
Il Rüstkammer (Museo delle armi) ebbe origine dalla collezione di armi di proprietà di Duchi ed Elettori sassoni e possiede una delle più preziose collezioni di armi e armature al mondo. La mostra comprende circa 10.000 oggetti, tra cui elmi, scudi, spade, pugnali, sciabole, mazze da torneo, pistole e fucili, attrezzature per l'equitazione e abiti da cerimonia.
La Sala turca (Türckische Cammer) è una raccolta separata, all'interno del Museo delle armi, incentrata sull'impero ottomano. Mostra più di 600 oggetti d'arte dell'Impero ottomano, rendendola una delle collezioni più antiche e significative al di fuori della Turchia. Tra il XVI e il XIX secolo, gli elettori di Sassonia, motivati dalla loro passione per il collezionismo e dal loro desiderio di prestigio principesco, accumularono una grande raccolta di "turquerie".
L'Ala rinascimentale (Renaissanceflügel) presenta una moltitudine di oggetti ornamentali, costumi e armi, offrendo uno scorcio, unico al mondo, sugli Elettori di Sassonia durante il Rinascimento tedesco.

### Appartamenti di Stato
Costituiti da quattro sale completamente restaurate, sono stati riaperti a settembre 2019, in occasione del 300º anniversario dalla loro costruzione, per volere di Augusto II di Polonia, compresa la piccola sala da ballo nel Georgenbau, una delle integrazioni del XIX secolo.